# Max Jaffe (Musiker)
Max Jaffe (* um 1990) ist ein US-amerikanischer Post-Rock- und Jazzmusiker (Schlagzeug, Perkussion, Elektronik).

## Leben und Wirken
Jaffe stammt aus einer musikalischen Familie; sein Vater ist Amateur-Schlagzeuger, seine Mutter spielt Klavier. Er lernte zunächst beide Instrumente. Bereits mit zehn Jahren gründete er eine Band. Als Jugendlicher spielte er in Burlingame (Kalifornien) in einer Coverband. Als professioneller Musiker spielte er darauf in den Formationen Chives, In One Wind, Killer Bob, The Courtesy Gang Trio und Thee Reps. 2021 schloss er sein Studium mit dem Master of Fine Arts in Musiktechnologie am California Institute of the Arts ab.
Jaffe gehört ab Mitte der 2010er-Jahre der Band Elder Ones um Amirtha Kidambi an, mit der die Alben Holy Science  und From Untruth entstanden. Auch tourte er mit Peter Evans, EDEN, Chrome Sparks, Rubblebucket, Delicate Steve und Cass McCombs. Des Weiteren wirkte er bei Steven Lugerners Live at the Bunker (2012) und bei James Brandon Lewis’ Album Eye of I (2023) mit.
Jaffe gehörte außerdem dem experimentellen Musikerkollektiv JOBS an (Log On for the Free Chance to Log on for Free, 2018). Unter eigenem Namen legte er 2019 das Soloalbum Giant Beat  vor, gefolgt von Tessellation Rhythms (2022). Mit Dave Harrington und Patrick Shiroishi legte er die Alben Speak, Moment  und Zebulon! (2024) vor.